# 塚本正治
塚本正治（つかもと まさじ、1961年 - ）は、日本の社会運動家、詩人。シンガーソングライター。

## 略歴
大阪市生野区鶴橋出身。
1993年12月大阪精神障害者連絡会の正式結成大会に参加、精神障害者当事者活動に関わる。特に精神障害者の福祉と人権に関わる課題について精力的に取り組み、1997年病院での患者への人権侵害が明らかになった「大和川病院事件」、2001年多くの小学生が犠牲となった「附属池田小事件」に関わる報道の二次被害問題を社会的に取り組んだ。また「附属池田小事件」をきっかけにはじまった「触法精神障害者対策法」－「心神喪失者等医療観察法」について「精神障害者にだけ再犯のおそれは認められない」という立場で反対論客の一人である。同法は2003年当時の小泉内閣で国会成立し、2005年に施行された。そして2006年「障害者自立支援法」の成立に関して「応益負担」問題や障害者福祉財源削減反対の立場から、2005年参議院大阪地方公聴会において公述人を務めた。
現在は大阪市障害程度区分認定調査審査員等をつとめながら、精神障害者の福祉と人権の確立に取り組んでいる。また大阪市内生野区・東成区・天王寺区を拠点とし、東成区で生活支援センターすいすいを運営するNPO法人精神障害者支援の会ヒットの副理事長を15年務め、現在も理事として地域に根ざした精神障害者支援の活動を継続している。
2013年政府・厚生労働省が打ち出した「病棟転換型居住施設構想」に障害者権利条約違反として反対の立場で活動している。安保法制に反対の立場をとり日本国憲法9条・戦争の放棄、25条・生存権の保障を障害者の立場から具体化する活動を継続している。
同時に精神保健の啓発活動に音楽を取り入れ、1995年、当事者によるフォークバンド「ハルシオン」を結成（2004年解散）。現在は教育現場での精神保健の啓発活動に取り組んでいる。またシンガーソングライターの一面も持ちオリジナルアルバムの制作やライブ活動も行っている。NHK福祉情報番組きらっといきるのエンディング曲として2007年から2012年3月まで自身の楽曲「春夏秋冬-さらしながら-」が採用された。社会的入院の悲しさを歌ったメッセージソング　檻の庵、格差社会の難儀を訴えたトロピカルソング　生活保護の唄にはコアなファンが存在する。2014年6月26日ハルシオンを再結成した。ソロのオリジナルCDは「生命の輝き」「僕らの合言葉はDPI」(DPI日本会議公式応援歌)「瓢箪山の麓にて」「唄にして」「希望の唄」「この町から」をリリースしている。2017年7月ベストアルバム「明日を照らすものは」をリリースした。2010年逝去した歌手のシルヴィアに提供した楽曲である「唄」も収録されている。2018年6月リリー賞受賞記念アルバム「いのちのうたたち」をリリースした。
2012年3月9日朝日放送探偵!ナイトスクープ「夢の中のさっちゃん」に出演する。
2013年第39回部落解放文学賞記録表現部門で「僕の獄中記」で入賞した。
2014年第40回部落解放文学賞詩部門に「おじいちゃんの密談」で入選した。
2015年第41回部落解放文学賞記録表現部門に自身の半生記「ありがとう」で入選した。2016年第12回文芸思潮現代詩賞に「再犯の温床」で入選した。2015年5月17日いわゆる大阪都構想住民投票については「大阪市から政令指定都市としての権限・財源を奪い障害者サービスの低下をもたらす可能性が強い」と反対の立場で活動した。また北朝鮮の度重なるミサイル発射に「大騒ぎするだけ北朝鮮の思いのつぼ。それより北朝鮮の民への人道医療支援等を行って対話を引き出す方が有益」と言明している。2017年10月22日第48回衆議院議員総選挙では枝野幸男が代表を務める立憲民主党を支持した。2018年2月　シンガーソングライターや当事者支援相談として20年以上にわたる精神障害への理解促進むけた活動が認められ、第14回精神障害者自立支援活動賞(リリー賞)を受賞した。同年10月、第29回伊藤静雄賞佳作50篇に「源田湯」が入賞した。2019年5月第44回わたぼうし音楽祭・作詞の部に「春へ向かう」で入選した。同年6月「年金2000万円問題」では「国民の最終兵器は生活保護の受給である」と言明している。2019年10月第30回伊藤静雄賞佳作50篇に「檻の庵」が入賞した。2019年8月の入院を機に主治医・訪問看護師・家族・友人による支援組織「チーム塚本」が作られ、塚本本人の地域生活支援を行っている。2020年新型コロナウイルスの世界的蔓延に関わるマスコミ報道について「コロナ長期戦、がんばろうはもういらない。コロナとよりよくつきあっていける、そんな報道がほしい」と言明した。

## 「ありがとう」
2015年第41回部落解放文学賞・記録表現部門に入選した「ありがとう」の最終選者はルポライターの鎌田慧、ノンフィクションライターの野村進である。大阪市生野区鶴橋に生まれた自らの生い立ちから新東京国際空港（現・成田国際空港）建設反対闘争への参加、逮捕、投獄、獄中での精神疾患の発病を赤裸々に描く一方、亡き両親や知的障害をもつ娘・家族への愛情を綴っている。